# Liste der Bischöfe von Noyon
Die folgenden Personen waren Bischöfe von Noyon (Frankreich):
- Faustin
- Gondulph
- Evroul
- Bertimond
- um 531–545: Heiliger Medardus

626 bis 1146 war das Bistum Noyon mit dem Bistum Tournai vereinigt, siehe Liste der Bischöfe von Tournai.
- 1146–1148: Simon von Vermandois

Das Wappen der Bischöfe von Noyon.

- 1148–1167: Balduin II. von Boulogne
- 1167–1174/75: Balduin III. de Beuseberg
- 1175–1188: Renaud
- 1188–1221: Stephan von Nemours (Le Riche)
- 1222–1228: Gérard de Bazoches
- 1228–1240: Nicolas de Roye
- 1240–1249: Pierre I. Charlot
- 1250–1272: Vermond de La Boissière
- 1272–1297: Guy II. des Prés (Prez)
- 1297–1301: Simon II. de Clermont-Nesle
- 1301–1303: Pierre II. de Ferrières (danach Bischof von Arles)
- 1304–1315: André Le Moine de Crécy
- 1315–1317: Florent de La Boissière
- 1317–1331: Foucaud de Rochechouart (danach Erzbischof von Bourges) (Haus Rochechouart)
- 1331–1338: Guillaume Bertrand (auch Bischof von Bayeux) (Haus Bastembourg)
- 1338–1339: Étienne Aubert (Aubert (Familie))
- 1339–1342: Pierre D’André (auch Erzbischof von Clermont)
- 1342–1347: Bernard Brion (oder Le Brun) (auch Bischof von Auxerre)
- 1347–1349: Guy de Comborn
- 1349–1350: Firmin Coquerel
- 1350–1351: Philippe D’Arbois (auch Bischof von Tournai)
- 1351–1352: Jean de Meulan (auch Bischof von Paris)
- 1352–1388: Gilles de Lorris
- 1388–1409: Philippe de Moulins (auch Bischof von Évreux)
- 1409–1415: Pierre Fresnel (auch Bischof von Meaux und Lisieux)
- 1415–1424: Raoul de Coucy (Haus Gent)
- 1425–1473: Jean de Mailly
- 1473–1501: Guillaume Marafin
- 1501–1525: Charles de Hangest
- 1525–1577: Jean de Hangest
- 1577–1588: Claude D’Angennes de Rambouillet
- 1588–1590 oder 1593: Gabriel Le Genevois de Bleigny (Blaigny)
- 1590–1594: Jean Meusnier (Munier)
- 1594–1596: François-Annibal d’Estrées
- 1596–1625: Charles de Balsac (Balzac) (Haus Balzac)
- 1625:00000 Gilles de Lourmé
- 1626–1660: Henri de Baradat
- 1661–1701: François de Clermont-Tonnerre
- 1701–1707: Claude-Maur D’Aubigné (danach Erzbischof von Rouen)
- 1707–1731: Charles-François-de Chateauneuf de Rochebonne
- 1731–1733: Claude de Rouvroy de Saint-Simon
- 1734–1766: Jean-François de La Cropte de Bourzac
- 1766–1777: Charles de Broglie
- 1778–1808: Louis-André de Grimaldi

Fortsetzung unter Liste der Bischöfe von Beauvais